# 9 Aurigae
9 Aurigae, som är stjärnans Flamsteed-beteckning, är en trippelstjärna i den norra delen av stjärnbilden Kusken, som också har variabelbeteckningen V398 Aurigae. Den har en genomsnittlig kombinerad skenbar magnitud på ca 4,98 och är svagt synlig för blotta ögat där ljusföroreningar ej förekommer. Baserat på parallaxmätning inom Hipparcosuppdraget på ca 38,0 mas, beräknas den befinna sig på ett avstånd på ca 86 ljusår (ca 26 parsek) från solen. Den rör sig närmare solen med en heliocentrisk radialhastighet på ca –0,9 km/s.

## Egenskaper
Primärstjärnan 9 Aurigae A är en gul till vit stjärna i huvudserien av spektralklass F5 V. Den har en massa som är ca 2,0 solmassor, en radie som är ca 1,6 solradier och utsänder ca 6 gånger mera energi än solen från dess fotosfär vid en effektiv temperatur på ca 7 000 K.
9 Aurigae, eller V398 Aurigae, är en pulserande variabel av Gamma Doradus-typ (GDOR), som varierar mellan visuell magnitud +4,93 och 5,03 med en period av 1,2582 dygn. Den var en av de första Gamma Doradus-variablerna som upptäcktes. Denna stjärntyp varierar i ljusstyrka på grund av icke-radiella pulseringar.
9 Aurigae är ett system med flera stjärnor. 9 Aurigae A är en enkelsidig spektroskopisk dubbelstjärna. Endast signaturen för en stjärna av spektraltyp F i huvudserien kan ses i spektrumet, men den periodiska dopplerförskjutningen av absorptionslinjerna visar att det finns en dold följeslagare med en omloppsperiod på 391,7 dygn.
Fyra andra följeslagare till 9 Aurigae listas i flera stjärnkataloger, som alla anses vara förbundna följeslagare på samma avstånd från solen som 9 Aurigae A. Den närmaste följeslagaren är en röd dvärg av 12:e magnituden separerad med 5 bågsekunder från primärstjärnan. Separerad med 90 bågsekunder ligger 9 Aurigae C, en stjärna av 9:e magnituden med spektralklass K5 Ve, som också kan vara en spektroskopisk dubbelstjärna. Än mer separerad ligger en stjärna av 14:e magnituden, 9 Aurigae D, som anses vara en mer avlägsen röd jätte. Den mest separerade följeslagaren är 9 Aurigae E, en annan avlägsen stjärna.